# Tú Đoạn
Tú Đoạn là một xã thuộc huyện Lộc Bình, tỉnh Lạng Sơn, Việt Nam.
Xã Tú Đoạn có diện tích 25,26 km², dân số năm 1999 là 5.686 người, mật độ dân số đạt 225 người/km².
Theo thống kê năm 2019, xã Tú Đoạn có diện tích 25,26 km², dân số là 6.868 người, mật độ dân số đạt 272 người/km².